# Bryocentria brongniartii
Bryocentria brongniartii är en svampart som först beskrevs av P. Crouan & H. Crouan, och fick sitt nu gällande namn av Döbbeler 2004. Bryocentria brongniartii ingår i släktet Bryocentria och familjen Bionectriaceae.   Inga underarter finns listade i Catalogue of Life.